# Vườn quốc gia Quần đảo Toscana
Vườn quốc gia Quần đảo Toscana là một vườn quốc gia và khu bảo tồn biển lớn, bao trùm hầu hết khu vực tự nhiên của Quần đảo Toscana thuộc các tỉnh Grosseto và Livorno, miền tây Toscana, Ý.

## Địa lý
Quần đảo Toscana nằm giữa biển Ligure (phía bắc) và Tyrrhenus (phía nam), trong biển Địa Trung Hải. Vườn quốc gia này bảo vệ môi trường tự nhiên của khu biển rộng 56.776 hécta (140.300 mẫu Anh) và 17.887 hécta (44.200 mẫu Anh) là đất liền (diện tích các đảo).
Vườn quốc gia bao gồm bảy hòn đảo chính của Quần đảo Toscana: Elba, Giglio, Capraia, Montecristo, Pianosa, Giannutri và Gorgona. Ngoài ra là một số đảo đá nhỏ và đá ngầm.
Điểm cao nhất trong vườn quốc gia là Núi Capanne cao 1.019 mét (3.343 ft) trên đảo Elba.